# Аэдма, Анна Александровна
Анна Александровна Аэдма (род. 3 января 1994; Камень-на-Оби, Алтайский край, Россия) — российская профессиональная спортсменка, боксёр в весовой категории до 52 кг. Двукратная чемпионка России по боксу (2022 и 2024), участница Чемпионата мира по боксу, бронзовый призёр турнира по боксу «Спартакиады сильнейших» и чемпионка всероссийского турнира «Байкал-2022». Участница международных и всероссийских соревнований. Мастер спорта России по боксу.

## Биография
Родилась 3 января 1994 года в Камень-на-Оби Алтайского края России.
Училась на физкультурном отделении педагогического колледжа. В юном возрасте была разнорабочей, а в 18 лет пошла заниматься боксом. На тренировках Аэдма решилась больше боксировать со спортсменами мужского пола, для развития плотной силы. 
Многократная участница различных международных и всероссийских соревнований. Является бронзовым призёром турнира по боксу «Спартакиады сильнейших» и чемпионкой всероссийского турнира «Байкал-2022». Несколько раз завоевывала первые места и становилась 3-х кратной Чемпионкой Сибири по боксу. В 2022-м году стала Чемпионкой России по боксу, в 2023 году Анна впервые в своей спортивной карьере выступила на женском чемпионате мира по боксу. Соревнования стартовали 16 марта в индийском Нью-Дели. Аэдма стала первой из российских участниц, кто появился на ринге. В 1/16 финала в весовой категории до 52 кг она встречалась с австралийкой Моникой Сураки. Аэдма выиграла первый и третий раунды, но уступила раздельным решением судей с счётом 3:4. В этом же 2023 году ей было присвоено звание «Мастер спорта России».
Решением тренерского штаба в марте 2025 года была включена в состав сборной России для участия в чемпионате мира, который состоится в Сербии с 8 по 17 марта. В четвертьфинале весовой категории до 52 кг раздельным решением судей уступила корейской спортсменке Пан Чхоль Ми и завершила участие в турнире.

## Звания и достижения
- Мастер спорта России (2023)[2].
- Чемпионка России по боксу (2022)[3][4][5].
- Чемпионка России по боксу (2024)
- Участница Чемпионата Мира по боксу (2023)[6].
- 3-х кратная чемпионка Сибири по боксу[7].
- Бронзовый призёр турнира по боксу «Спартакиады сильнейших»[8].
- Чемпионка всероссийского турнира «Байкал-2022»[9].
- Признана лучшим спортсменом Алтайского края (2022)[2].
- Победительница Всероссийского турнира класса «А» [10].

### Интервью
- Анна Аэдма: «Десять лет кропотливого труда привели меня к осуществлению мечты»
- Счастье тяжело сдерживать». Комментарии всех новоиспечённых чемпионок России